# Księstwo Serbii
Księstwo Serbskie (serb. Кнежевина Србија / Kneževina Srbija) – kraj powstały na Bałkanach w XIX wieku, w wyniku pierwszego powstania serbskiego i drugiego powstania serbskiego między 1804 a 1815 rokiem.

## Historia
W połowie XIV wieku Imperium Osmańskie najechało Bałkany z Azji Mniejszej, pod koniec XIV wieku Serbia utraciła niepodległość (zob. bitwa na Kosowym Polu). Pomimo ponad czterystu lat tureckiego panowania Serbowie nie zatracili świadomości narodowej i wielokrotnie wzniecali bunty przeciw Turkom.
Pomimo poważnego zagrożenia i możliwości zemsty ze strony władz osmańskich jako pierwszy Karađorđe (Jerzy Czarny), a po nim również Miloš I Obrenović – przywódcy rewolucyjni – dążyli do osiągnięcia swojego celu, jakim było wyswobodzenie Serbii. W latach 1804–1813 pod wodzą Jerzego Czarnego trwało pierwsze, nieudane powstanie Serbów przeciwko Turkom. Była to pierwsza rewolucja narodowa na Półwyspie Bałkańskim. Wynikła bezpośrednio z nieudolności rządu osmańskiego wobec chaosu na prowincji (skorumpowane władze lokalne), a przekształciła się w ruch na rzecz narodowej niepodległości. W 1814 roku wybuchło udane powstanie pod dowództwem Miloša I Obrenovicia, które zakończyło się m.in. utworzeniem w 1815 roku Księstwa Serbii. W 1817 roku został zamordowany Jerzy Czarny.
Ostatecznie władze osmańskie zgodziły się na secesję Serbów, którzy w 1815 roku utworzyli Księstwo Serbii z Milošem I Obrenovićem posiadającym dziedziczny tytuł księcia. W 1830 roku (po VIII wojnie rosyjsko-tureckiej) Serbia uzyskała autonomię w ramach Imperium Osmańskiego, od 1883 roku była monarchią dziedziczną.
W 1833 roku zostały rozszerzone granice księstwa. W 1839 roku Miloš I Obrenović został zmuszony przez opozycję do abdykacji na rzecz starszego syna Milana. Po śmierci Milana kilkanaście dni później, tron objął Michał, szesnastoletni syn Miloša. W 1842 roku wybuchło powstanie, które obaliło Michała, a księciem wybrany został Aleksander Karadziordziewić, syn zamordowanego Karađorđe. W 1858 roku Aleksander został pozbawiony tronu, a władzę objął po raz drugi Miloš I Obrenović, który wkrótce zmarł w 1860 roku. Jego następcą został ponownie Michał, który w 1868 roku zginął w zamachu. Na tronie zasiadł wówczas kuzyn Michała, Milan. Między rodzinami Obrenoviciów i Karadziordziewiciów trwał zacięty spór o tron.
Księstwo istniało do 1882 roku, kiedy proklamowano Królestwo Serbii, po zagwarantowaniu Serbom niepodległości na kongresie berlińskim w 1878 roku. Podnosząc rangę Serbii, w 1882 koronował się książę Serbii Milan I.

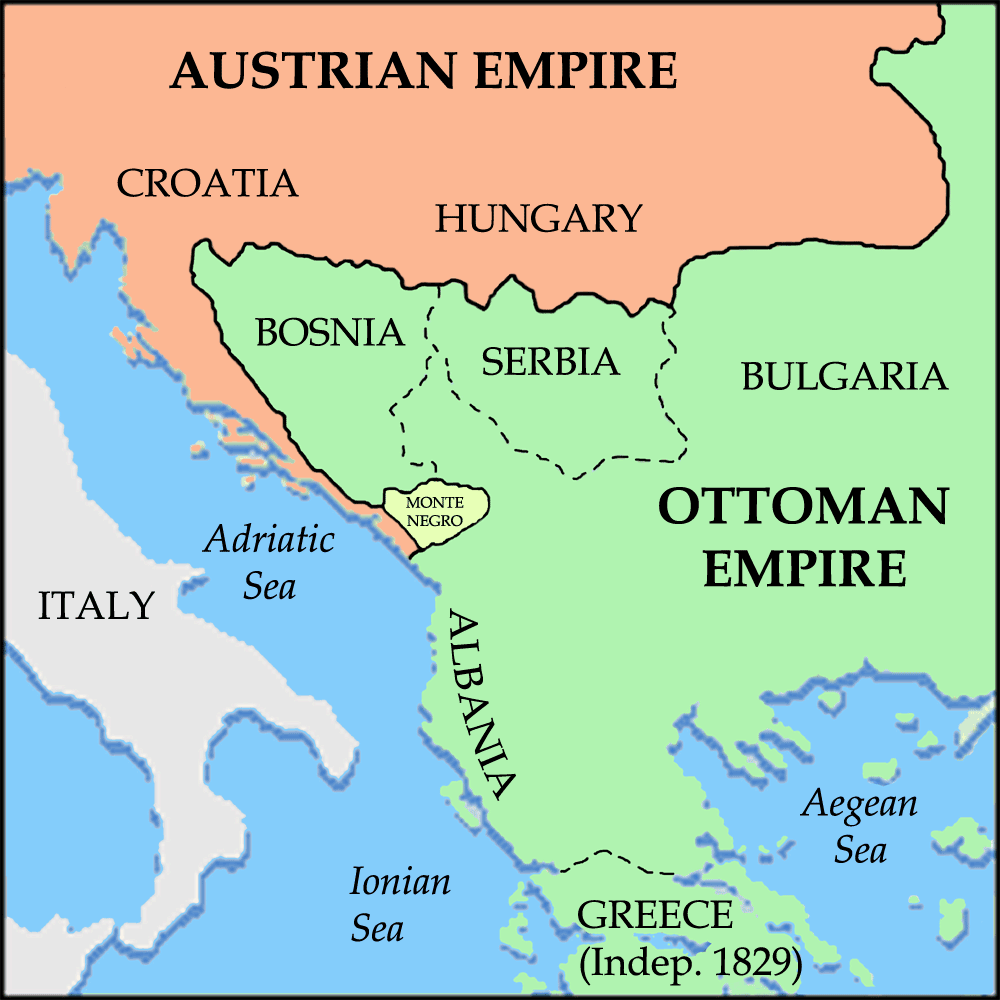
Serbia w 1815 roku
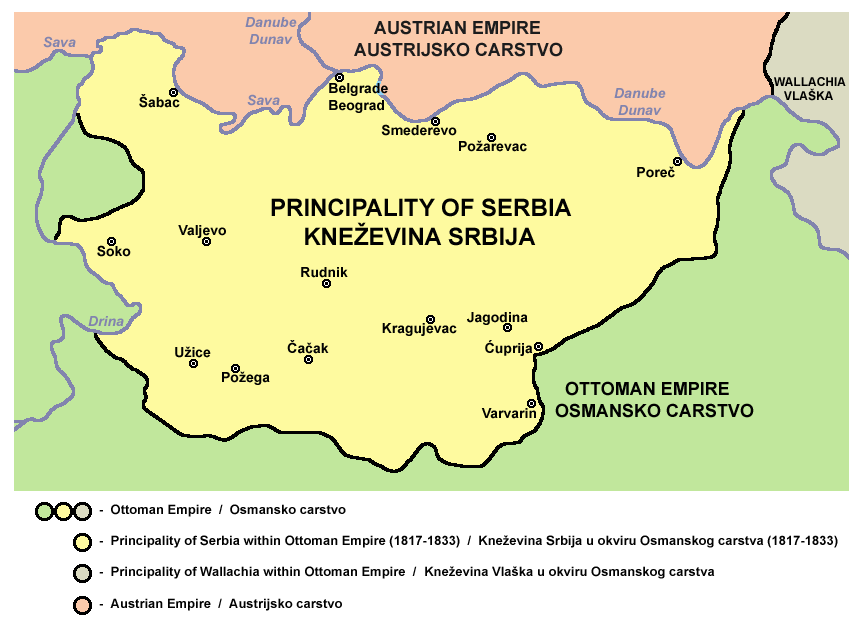
Serbia w latach 1817–1833
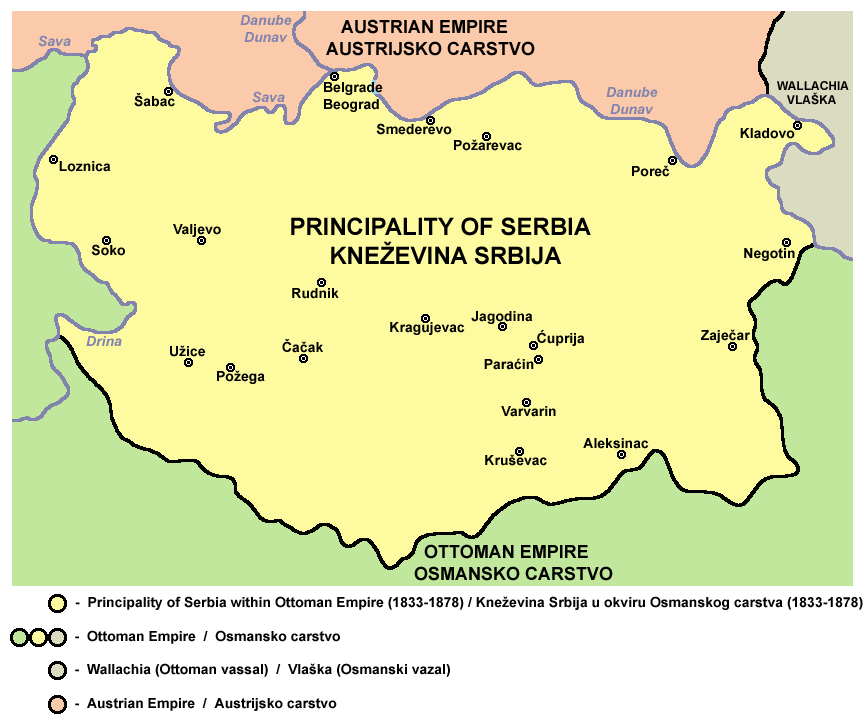
Serbia w latach 1833–1878